# Zig and Sharko
Zig y Sharko (en Inglés como Zig and Sharko) es una serie animada francesa creada por Xilam que se emitió por primera vez el 21 de diciembre de 2010 en Canal+ y en Latinoamérica el 9 de mayo de 2016 en Disney XD. La serie cuenta con 234 episodios y tienen una duración de 7 minutos cada uno, en la serie no hablan pero hacen quejidos y gritos.

## Trama
Zig es una hiena hambrienta que vive en una isla volcánica, siempre intenta devorar a Marina, una linda sirena muy simpática, pero nunca puede lograrlo por Sharko, un tiburón, que la protege, así que él necesitará la ayuda de Bernie, un crustáceo.

## Personajes
- Marina: Es una inocente y linda sirena que siempre está sentada en una roca en medio del mar. Ella casi nunca se da cuenta de la pelea entre Sharko y Zig. Esta le ve el lado positivo a todos, incluyendo a Zig. Está enamorada de Sharko.

- Zig:  Es una hiena hambrienta que siempre busca algo de comer. Su principal objetivo es comerse a Marina la sirena, aunque todos sus intentos son un fracaso por un tiburón llamado Sharko que frustra sus planes y muchas veces acude a su ayudante, Bernie.

- Sharko: Es un tiburón y el salvavidas de la playa que protege a toda la especie marina de Zig, pero a la que más ayuda es a Marina, ya que es el objetivo de Zig, y a lo largo de los episodios, se hace evidente que Sharko siente algo por Marina.

- Bernie: Es un cangrejo ayudante de Zig, él hace inventos y máquinas para raptar a Marina y dársela a su jefe, pero termina fracasando.

- Datos: Q199314